# Rue Anatole-France (Chaville)
Pour les articles homonymes, voir Rue Anatole-France.
La rue Anatole-France est une importante voie de communication de la commune de Chaville, dans les Hauts-de-Seine, en France. elle suit le tracé de la route départementale 53.

## Situation et accès

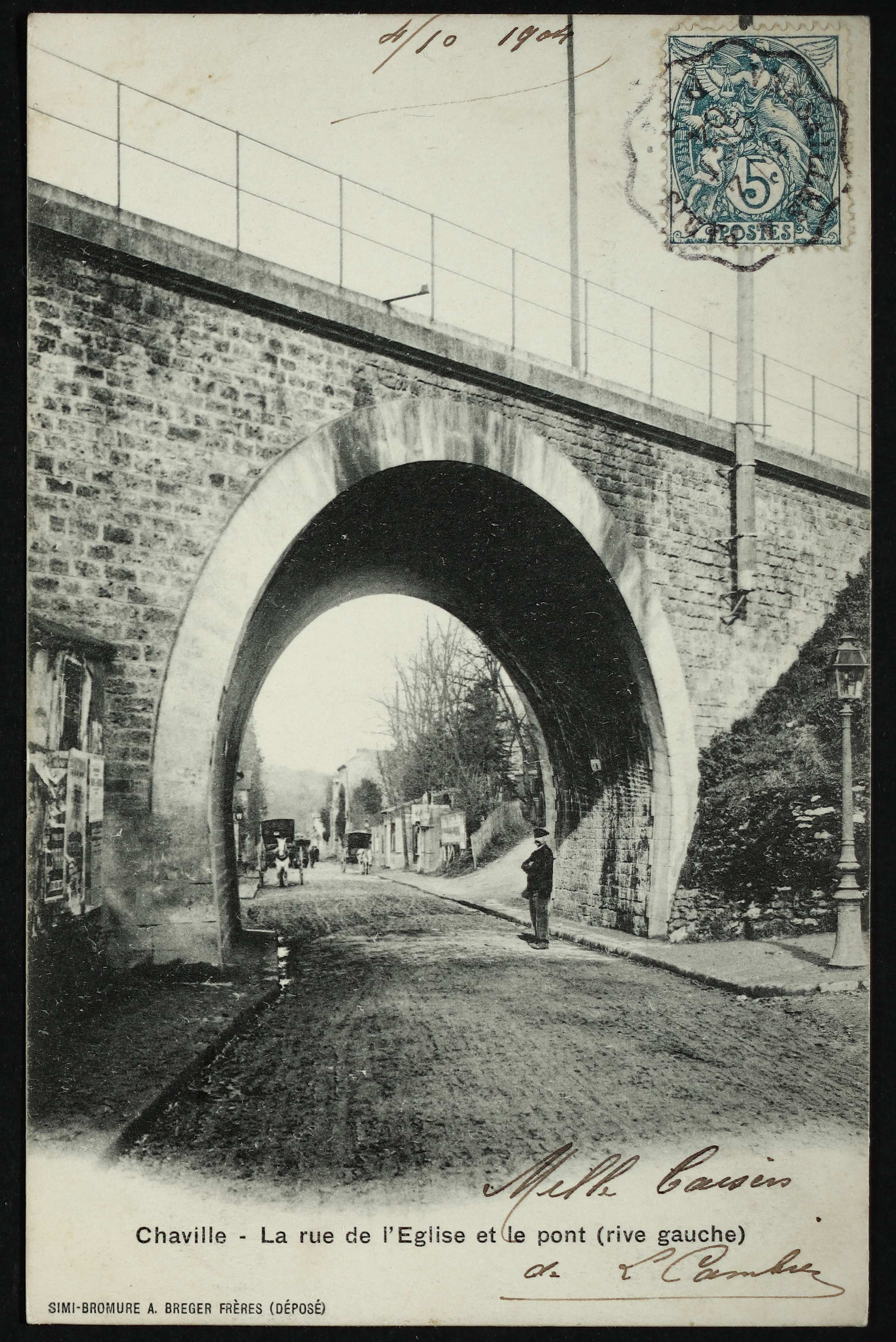
La rue de l'Église et le pont.

Commençant au nord, elle passe tout d'abord la rue des Fontaines-Marivel, odonyme provenant du ru de Marivel qui passe dans les environs.
Elle croise alors le pavé des Gardes, longue voie menant jusqu'à Meudon, puis passe sur sa droite l'avenue de Sully, l'avenue de Louvois et l'avenue Michel-Le-Tellier. Elle franchit ensuite par un tunnel la ligne de Paris-Montparnasse à Brest, où la gare de Chaville-Rive-Gauche assure sa desserte ferroviaire. Laissant sur sa droite le boulevard de la Libération, elle se termine au carrefour de la rue de la Mare-Adam qui mène à la forêt de Meudon, et est prolongée par la rue de Jouy.

## Origine du nom

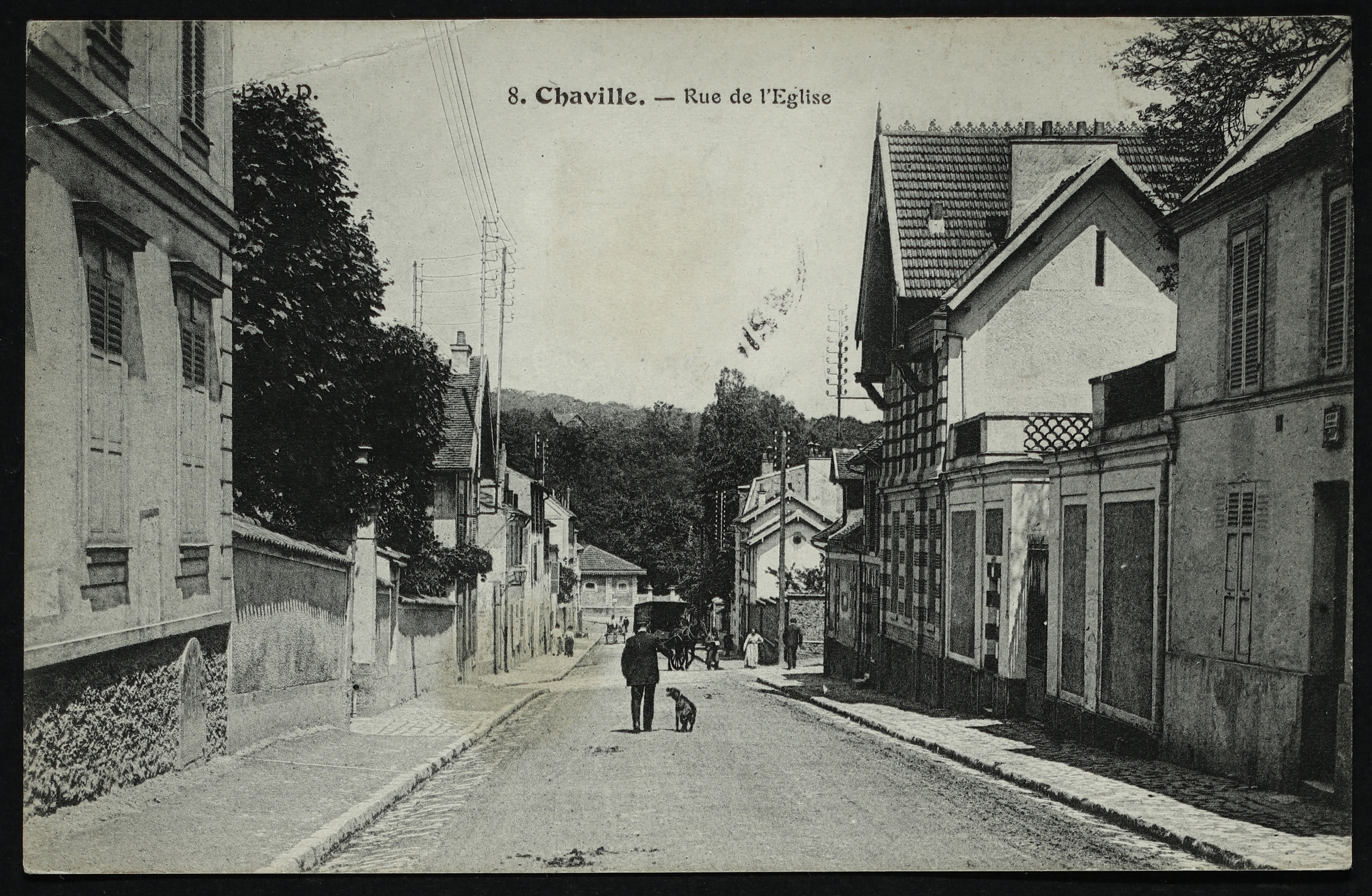
Chaville - Rue de l'Église.

Cette rue a été renommée en hommage à l'écrivain et journaliste français Anatole France (1844-1924). Cette décision a été prise par une débération du conseil municipal en 1924, l'année même de sa mort.

## Historique

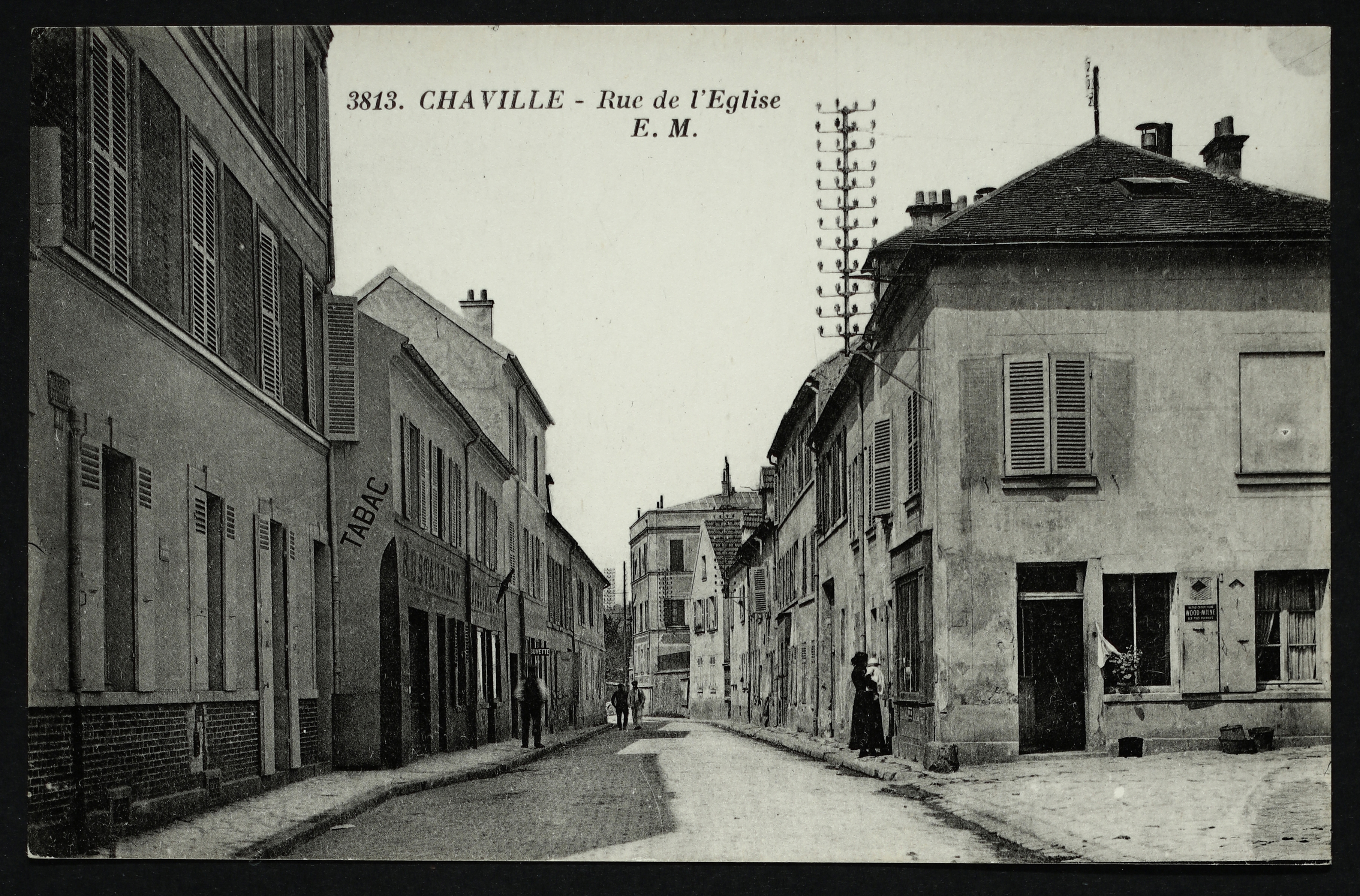
La rue de l'Église vers 1900.

Elle menait autrefois de l'ancienne église Notre-Dame au vieux village de Chaville.
Cette église qui se trouvait près du cimetière fut détruite en 1966. L'ancien nom de cette rue provient de cette église,.

## Bâtiments remarquables et lieux de mémoire

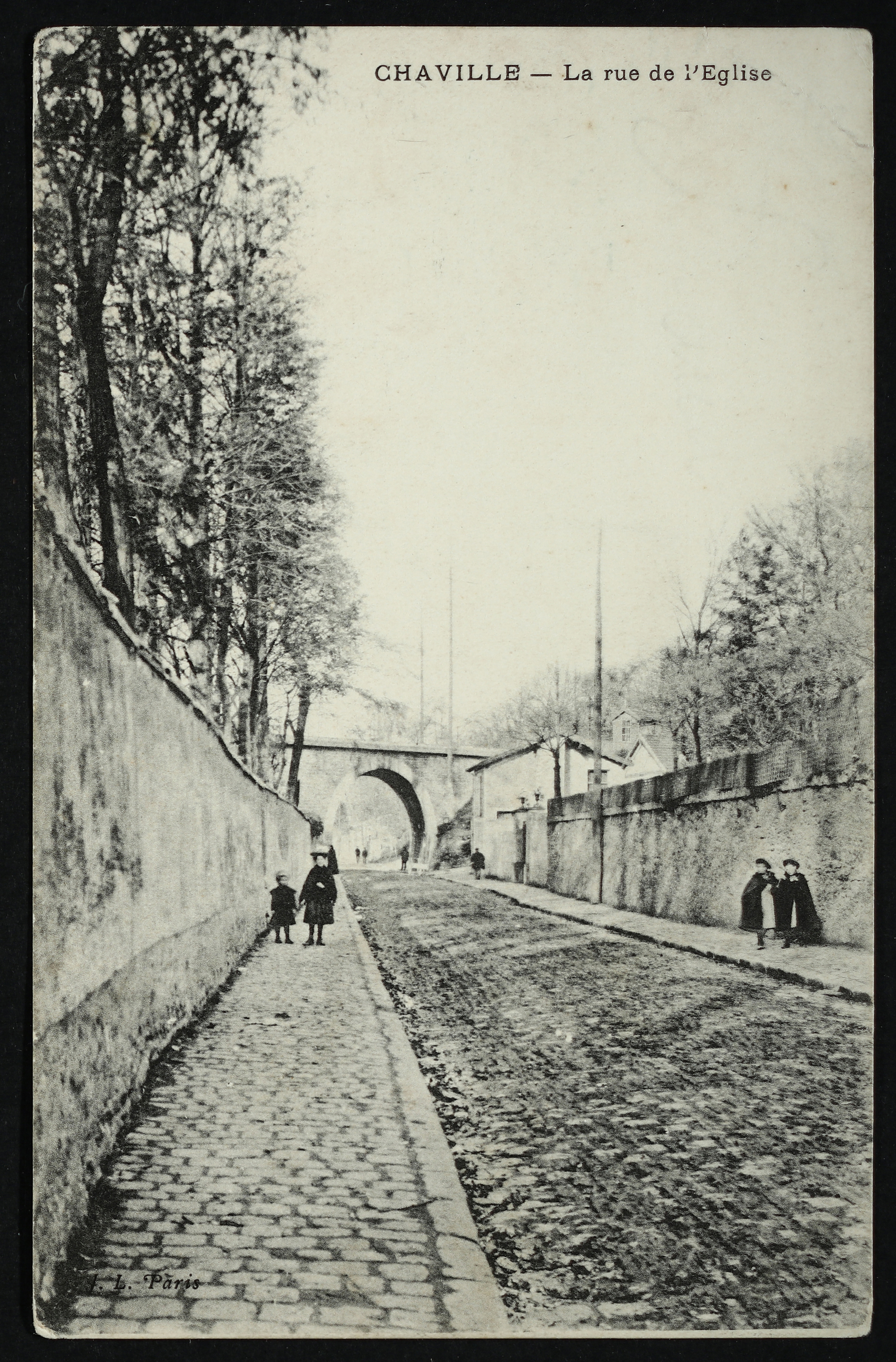
Carte postale de la rue de l'Église.

- Mémorial à Gaston Audonnet[6], sur la place portant son nom[7].
- Cimetière de Chaville.
- Emplacement de l'ancienne église Notre-Dame, vers le no 37, aux « Allées de Chaville ». Construite en 1197, elle fut rebâtie en 1626 et définitvement détruite en 1966[8],[9].
- Église Sainte-Bernadette de Chaville.
- Le général Louis Conneau a habité au no 9[10].
- Au carrefour de la rue de la Mare-Adam se trouvait le premier établissement de la ville, dont l'histoire ait gardé la trace. C'était une métairie fondée par l'évêque Inchadus, au début du IXe siècle[11].
- Groupe scolaire Anatole-France - Les Iris, construit en 1964 à l'emplacement de l'ancien château Saint-Paul[12].